# 高曽根
高曽根（たかそね）は、埼玉県さいたま市岩槻区の大字。郵便番号は339-0022。

## 地理
さいたま市岩槻区南部の大宮台地（岩槻支台）の東縁に位置する。南北に細長い地域で、主に農地となっている。浦和美園駅からは2 kmほど離れている。

## 歴史
もとは江戸期より存在した埼玉郡岩槻領に属する高曽根村であった。
- はじめは岩槻藩領、1756年（宝暦6年）より幕府領となる[4]。なお、検地は寛永6年に実施[5]。
- 1871年（明治4年） 11月13日 - 第1次府県統合により埼玉県の管轄となる。
- 1873年（明治6年） - 高曽根学校（現さいたま市立新和小学校）を開設する[4]。
- 1879年（明治12年）3月17日 - 郡区町村編制法により成立した南埼玉郡に属す。郡役所は岩槻町に設置。
- 1889年（明治22年）4月1日 - 町村制施行により尾ヶ崎、釣上、野島方、孫十郎、高曽根、末田、尾ヶ崎新田、釣上新田の6箇村2新田が合併し、新和村が成立。新和村の大字高曽根となる[4]。
- 1954年（昭和29年）5月3日 - 新和村が岩槻町、川通村、和土村、柏崎村、河合村、慈恩寺村と合併し、岩槻町が成立[6]。岩槻町の大字となる。
- 1954年（昭和29年）7月1日 - 岩槻町が市制施行し、岩槻市となる[6]。岩槻市の大字となる。
- 2005年（平成17年）4月1日 – 岩槻市がさいたま市と合併し、さいたま市岩槻区の大字となる。

## 世帯数と人口
2017年（平成29年）10月1日現在の世帯数と人口は以下の通りである。
| 大字   | 世帯数  | 人口  |
| ------ | ------- | ----- |
| 高曽根 | 187世帯 | 509人 |

## 小・中学校の学区
市立小・中学校に通う場合、学区（校区）は以下の通りとなる。
| 番地 | 小学校                 | 中学校                 |
| ---- | ---------------------- | ---------------------- |
| 全域 | さいたま市立新和小学校 | さいたま市立城南中学校 |

## 交通
地内に鉄道は敷設されていない。2キロほど西に埼玉高速鉄道線の浦和美園駅がある。

### 道路
- 埼玉県道214号新方須賀さいたま線

## 施設
かつては当地区に越谷陸軍飛行場が1945年（昭和20年）に開設されていた。 
- 高曽根公民館
- 稲荷神社
- 稲荷神社こども広場